# 岬 (小説)
『岬』（みさき）は1976年に出版された日本の小説家・中上健次による中編小説である。『文学界』1975年10月号に掲載された。文藝春秋より短編集『岬』に収録されて刊行された。
第74回芥川賞を受賞した。
また本作の続編として『枯木灘』『地の果て 至上の時』が書かれており、三部作を構成する。現在は文藝春秋より文庫版が出版されている。
短編集『岬』の単行本の帯には以下の惹句が記されていた。
「芥川賞受賞作　血の宿命のなかに閉じ込められた若者の、癒せぬ渇望と愛憎。注目の新人の絶唱ともいうべき文学空間！」

## あらすじ
主人公、秋幸は母と、母が再婚した義父の家に暮らしている。そして母が前夫とのあいだにもうけた異父姉、美恵の旦那、実弘の土方の組で働いている。
秋幸には実父がいる。母が、前の夫と死別し今の義父と再婚する間に付き合い秋幸をもうけた実の父である。あくどいことをして人の土地をまきあげて成り上がった、と噂される人物である。実父とはたまに町ですれ違う。
秋幸には、母と母の前夫のあいだに生まれ、秋幸が子供の頃自殺した異父兄がいた。異父兄の自殺の原因は、母が義父と再婚したことにより棄てられたという思いから自暴自棄になったためである。姉らは大人になった秋幸は異父兄にそっくりだという。
複雑な血縁のしがらみは秋幸には重苦しい。全て削ぎ落としてしまいたい。そう思いながら日々寡黙に土方の現場で働いている。土方の組には、親方である姉の旦那実弘の妹光子の男、安雄が働いている。
ある日、安雄が逆恨みから、光子と実弘の兄、古市を刺殺するという事件が起きる。
そしてさらにその事件をきっかけに、姉美恵は寝込み、さらに一時的に発狂してしまう。日常がどんどん崩壊していく。
秋幸には全てが疎ましい。母や実父には自殺した異父兄、発狂した姉を返せと言いたい。お前たちが犬のようにつがって滅茶苦茶やって、複雑な血縁をつくり、そのツケが子供に来ている。そう思う。
鬱屈した思いを抱えたまま夕闇の町を歩いているうちに、気づいたら新地の曖昧屋の前にいた。秋幸はそこで実父「あの男」が母とは別の女性ともうけた異母妹が娼婦として働いているのを知っていた。一方、異母妹は秋幸のことを知らない。
秋幸は座敷に上がり、妹と姦する。酷いことをして母や父に報復したい。畜生となっても構わない。そういう思いだった。ただ異母妹との交わりの中、昂ぶるにつれ妹への激しい愛しさを感じ始めた。愛しさが募る。そう感じながら頂点に達する時「あの男」の血がいま溢れるのだと秋幸は思った。

## 主要登場人物
竹原秋幸
主人公
美恵
秋幸の異父姉
実弘
美恵の夫、秋幸の属する土方の組の親方。
光子
実弘の妹
安雄
実弘の妹の男。実弘の土方の組で働く。
「あの男」
秋幸の実の父
「女」
秋幸の異母妹。新地で娼婦をしている。
「兄」
秋幸の異父兄。秋幸が子供の頃、今の秋幸と同じ歳で自殺した。

## 評価
- 第74回芥川龍之介賞を受賞した。
- 芥川賞受賞前に当時影響力の大きかった文芸批評家江藤淳により毎日新聞連載の文芸時評で激賞され[1]、単行本の刊行時に付された帯には次の文章が引用された。「ここに描かれているのは、ほとんどけものじみた世界であるが、その世界にうごめいている人々は、まぎれもない人間の相貌を備えている。そして、その相貌には、ときおり激しい光と影が、つまり愛の渇望と憎しみとが去来する。／そして、そういう人々の愛憎のからみあった世界を貫いて、不思議に哀切な旋律が駈け抜けて行く。これは、いうまでもなく、作者中上氏の歌である。その歌を、作者は、立ち上がって胸一杯に歌おうとはしない。逆に、行間に潜め、低声に、しかしある確信を持って歌っている。それは、哀切で、清冽な歌である。」

## 逸話
- 初稿を受け取った編集者高橋一清は一読し、傑作になることを確信した。完成に至るまでゲラのやり取りを9回行い、手入れがされ、入念に仕上げられた。表現を何度も見直して、二百枚近い作品を百七十枚まで縮めて全体を引き締めた。ラストの曖昧屋の場面を一回めの性交後から叙述して時間を逆転させること、姉の気が狂れる場面で家の裏を通る汽車の轟音を活用すること、祖母の墓を参りに家族で岬を訪れる場面で岬を男根の暗喩とすること、などは編集者の提案によるという。[2]
- 『岬』の文章は一般的な日本語の文章と比較すると読点の位置が違い、量が多くなっている。こうした定型の破壊は、共感を寄せていたフリージャズの運動の延長であると中上は述べている。[3]